# Subotica
Subotica  (tiếng Serbia: Суботица) là một thành phố và khu tự quản ở phía bắc Serbia, trong tỉnh tự trị Vojvodina, cách biên giới Hungary 10 km. Từng là thành phố lớn nhất tỉnh tự trị Vojvodina, hiện nay thành phố này lớn thứ nhì tỉnh, sau Novi Sad. Subotica có diện tích km², dân số là 99.981 người (theo điều tra dân số Serbia năm 2002). Đây là thành phố lớn thứ 5 Serbia về dân số, sau thủ đô Beograd, Novi Sad, Niš, Kragujevac. Subotica có dân cư đa sắc tộc với người Hungary chiếm 34,99%, người Serb chiếm 27,85%, người Bunjevci chiếm 10,87%, người Croatia chiếm 10,43%. Dân số khu tự quản là 148.401 người. Đây là thủ phủ hành chính của quận Bắc Bačka.

## Khí hậu
| Dữ liệu khí hậu của Subotica            | Dữ liệu khí hậu của Subotica | Dữ liệu khí hậu của Subotica | Dữ liệu khí hậu của Subotica | Dữ liệu khí hậu của Subotica | Dữ liệu khí hậu của Subotica | Dữ liệu khí hậu của Subotica | Dữ liệu khí hậu của Subotica | Dữ liệu khí hậu của Subotica | Dữ liệu khí hậu của Subotica | Dữ liệu khí hậu của Subotica | Dữ liệu khí hậu của Subotica | Dữ liệu khí hậu của Subotica | Dữ liệu khí hậu của Subotica |
| Tháng                                   | 1                            | 2                            | 3                            | 4                            | 5                            | 6                            | 7                            | 8                            | 9                            | 10                           | 11                           | 12                           | Năm                          |
| --------------------------------------- | ---------------------------- | ---------------------------- | ---------------------------- | ---------------------------- | ---------------------------- | ---------------------------- | ---------------------------- | ---------------------------- | ---------------------------- | ---------------------------- | ---------------------------- | ---------------------------- | ---------------------------- |
| Trung bình ngày tối đa °C (°F)          | 1.7 (35.1)                   | 5.1 (41.2)                   | 11.2 (52.2)                  | 17.1 (62.8)                  | 22.3 (72.1)                  | 25.3 (77.5)                  | 27.4 (81.3)                  | 27.0 (80.6)                  | 23.4 (74.1)                  | 17.6 (63.7)                  | 9.5 (49.1)                   | 3.8 (38.8)                   | 16.0 (60.7)                  |
| Tối thiểu trung bình ngày °C (°F)       | −4.8 (23.4)                  | −2.5 (27.5)                  | 0.9 (33.6)                   | 5.5 (41.9)                   | 10.3 (50.5)                  | 13.4 (56.1)                  | 14.4 (57.9)                  | 13.9 (57.0)                  | 10.4 (50.7)                  | 5.6 (42.1)                   | 1.7 (35.1)                   | −2.1 (28.2)                  | 5.6 (42.0)                   |
| Lượng Giáng thủy trung bình mm (inches) | 28 (1.10)                    | 25 (1.00)                    | 28 (1.10)                    | 41 (1.60)                    | 51 (2.00)                    | 71 (2.80)                    | 51 (2.00)                    | 56 (2.20)                    | 33 (1.30)                    | 25 (1.00)                    | 41 (1.60)                    | 41 (1.60)                    | 491 (19.3)                   |
| Nguồn: Weather Channel                  |                              |                              |                              |                              |                              |                              |                              |                              |                              |                              |                              |                              |                              |